# 富煌钢构
安徽富煌钢构股份有限公司（英語：Anhui Fuhuang Steel Structure Co.,Ltd.；深交所：002743，简称：富煌钢构），是中国深圳证券交易所的一家上市公司，主要从事钢结构产品的设计、制造与安装。
公司成立于2004年，由安徽富煌建设有限责任公司（原安徽省巢湖市富煌轻型建材有限责任公司）作为主发起人，联合安徽省南峰实业（集团）有限公司、安徽江淮电缆集团有限公司、洪炬祥、查运平共同发起设立。2015年2月17日在深圳证券交易所挂牌交易。
2022年，公司实现营业收入47.58亿元，同比下降17.08%；实现净利润9927.02万元，同比下降40.24%。